# Johann Seehofer
Johann Seehofer (* 1. Januar 1859 in Regensburg; † nach 1906) war ein deutscher Gewerkschaftsbeamter.

## Leben
Seehofer verbrachte seine Kindheit in einem Waisenhaus. Nach dem Besuch der Volksschule erlernte er das Handwerk des Schuhmachers. Ab 1885 war er in Ruhla ansässig.
1904 wurde der Sozialdemokrat in den Gothaer Landtag gewählt. Von 1906 an war er als Gewerkschaftsbeamter tätig.